# Sông Đakrông
Sông Đakrông là dòng thượng nguồn của sông Thạch Hãn. Sông Đakrông chảy ở huyện Đakrông, tỉnh Quảng Trị, Việt Nam. Tên sông theo tiếng dân tộc ở đây có nghĩa là "sông lớn".

## Dòng chảy
Sông Đakrông bắt nguồn từ dãy núi Trường Sơn ở phía nam huyện Đakrông 16°24′37″B 107°05′44″Đ / 16,41028°B 107,09556°Đ và chảy về hướng bắc, song song với Quốc lộ 14 (Đường Hồ Chí Minh). Đến địa phận thôn Vùng Kho, xã Đakrông, sông đổi sang hướng đông và chảy song song với Quốc lộ 9 đến thị trấn Krông Klang, thị trấn huyện lỵ của huyện. Sông tiếp tục chảy qua thung lũng Ba Lòng thuộc địa phận hai xã Triệu Nguyên và Ba Lòng nên đoạn sông này có tên là sông Ba Lòng. Sau đó sông chảy sang địa phận xã Hải Lệ, thị xã Quảng Trị và chính thức được gọi là sông Thạch Hãn. Sông Thạch Hãn xuôi về vùng đồng bằng Quảng Trị và đổ ra biển Đông qua cửa Việt.
Sông Đakrông có một phụ lưu chính là sông Rào Quán.

## Các thủy điện
Thủy điện Đakrông gồm các thủy điện xây dựng trong lưu vực sông. Tên và số hiệu thủy điện được đặt không theo trật tự bậc hay dòng chảy.
Thủy điện Đakrông 1 có công suất lắp máy 12 MW với 2 tổ máy, đặt tại xã Húc Nghì huyện Đakrông tỉnh Quảng Trị. Dự án được khởi động tháng 11/2009, tái khởi công cuối năm 2014, hoàn thành tháng 01/2018. 16°29′49″B 106°58′20″Đ / 16,496989°B 106,97221°Đ
Thủy điện Đakrông 2 có công suất lắp máy 18 MW với 2 tổ máy, đặt tại thôn Xa Lăng xã Đakrông huyện Đakrông tỉnh Quảng Trị, khởi công xây dựng năm 2011, hoàn thành tháng 05/2013 . 16°38′58″B 106°49′00″Đ / 16,649361°B 106,81661°Đ
Thủy điện Đakrông 3 có công suất lắp máy 8 MW với 2 tổ máy, đặt tại xã Tà Long huyện Đakrông tỉnh Quảng Trị, khởi công tháng 8/2010, hoàn thành tháng 10/2012. 16°33′46″B 106°57′13″Đ / 16,562672°B 106,953681°Đ
Thủy điện Đakrông 4 có công suất lắp máy 21 MW với 2 tổ máy, đặt tại xã Ba Nang huyện Đakrông tỉnh Quảng Trị, khởi công tháng 10/2009 rồi ngừng, khởi công lại tháng 9/2014 , thu hồi giấy phép tháng 12/2014 . Tuy nhiên năm 2017 thi công trở lại. 16°35′50″B 106°52′56″Đ / 16,597087°B 106,882203°Đ
Thủy điện Đakrông 5 có công suất lắp máy 10 MW với 2 tổ máy, khởi công năm 2018 .
Thủy điện La Tó có công suất lắp máy 12,6 MW, đặt trên phụ lưu cấp 1 của sông là khe A Cho tại vùng đất thôn La Tó xã Húc Nghì huyện Đakrông tỉnh Quảng Trị, được đề xuất và bắt đầu thi công năm 2017. 16°30′21″B 107°01′53″Đ / 16,505831°B 107,0313°Đ

## Chỉ dẫn
1. ↑  Trong tiếng các dân tộc thuộc nhóm ngôn ngữ Môn-Khmer ở Tây Nguyên và trong tiếng Việt cổ (trước thế kỷ 16, xem Chữ Nôm) thì "đăk" đã có nghĩa là nước, sông, suối, còn "krông" nghĩa là sông.